# Mythoplastoides erectus
Mythoplastoides erectus är en spindelart som först beskrevs av James Henry Emerton 1915.  Mythoplastoides erectus ingår i släktet Mythoplastoides och familjen täckvävarspindlar. Inga underarter finns listade i Catalogue of Life.